# XX Asamblea Legislativa de Puerto Rico
La XX Asamblea Legislativa de Puerto Rico se reunirá a partir del 2 de enero de 2025 hasta el 2 de enero de 2029. Se integra por el XXVII Senado de Puerto Rico y la XXXII Cámara de Representantes de Puerto Rico cuyos miembros fueron electos en las Elecciones legislativas de Puerto Rico de 2024. El Partido Nuevo Progresista controla ambas cámaras con mayoría absoluta.

## Autoridades
| Cargo               | Titular | Titular                   | Partido | Distrito    |
| ------------------- | ------- | ------------------------- | ------- | ----------- |
| Presidente          |         | Thomas Rivera Schatz      | PNP     | Acumulación |
| Vicepresidente      |         | Carmelo Ríos Santiago     | PNP     | Bayamón II  |
| Portavoces          |         | Gregorio Matías           | PNP     | Acumulación |
| Portavoces          |         | Luis Javier Hernández     | PPD     | Acumulación |
| Portavoces          |         | María de Lourdes Santiago | PIP     | Acumulación |
| Portavoces          |         | Joanne Rodríguez Veve     | PD      | Acumulación |
| Portavoces alternos |         | Juan Oscar Morales        | PNP     | San Juan I  |
| Portavoces alternos |         | Marially González Huertas | PPD     | Ponce V     |
| Portavoces alternos |         | Adrián González Costa     | PIP     | Acumulación |

| Cargo               | Titular | Titular                  | Partido | Distrito    |
| ------------------- | ------- | ------------------------ | ------- | ----------- |
| Presidente          |         | Carlos J. Méndez Núñez   | PNP     | 36.º        |
| Vicepresidentes     |         | Ángel Peña Ramírez       | PNP     | 33.º        |
| Vicepresidentes     |         | Yashira Lebrón Rodríguez | PNP     | 8.º         |
| Portavoces          |         | José Torres Zamora       | PNP     | Acumulación |
| Portavoces          |         | Héctor Ferrer Santiago   | PPD     | Acumulación |
| Portavoces          |         | Denis Márquez Lebrón     | PIP     | Acumulación |
| Portavoces          |         | Lisie Janet Burgos Muñiz | PD      | Acumulación |
| Portavoces alternos |         | Wilson Román López       | PNP     | 17.º        |
| Portavoces alternos |         | Domingo Torres           | PPD     | 25.º        |
| Portavoces alternos |         | Adriana Gutiérrez Colón  | PIP     | Acumulación |

## Integrantes

### Senado[1]
| Distrito      | Senador                          | Partido | Partido | Mandato | Mandato |
| Distrito      | Senador                          | Partido | Partido | Inicio  | Fin     |
| ------------- | -------------------------------- | ------- | ------- | ------- | ------- |
| San Juan I    | Nitza Morán Trinidad             |         | PNP     | 2021    | 2029    |
| San Juan I    | Juan Oscar Morales               |         | PNP     | 2022    | 2029    |
| Bayamón II    | Migdalia Padilla Alvelo          |         | PNP     | 2000    | 2029    |
| Bayamón II    | Carmelo J. Ríos Santiago         |         | PNP     | 2005    | 2029    |
| Arecibo III   | Brenda Pérez Soto                |         | PNP     | 2025    | 2029    |
| Arecibo III   | Héctor Gabriel González López    |         | PNP     | 2025    | 2029    |
| Mayagüez IV   | Jeison Rosa                      |         | PNP     | 2025    | 2029    |
| Mayagüez IV   | Karen Michelle Román Rodríguez   |         | PNP     | 2025    | 2029    |
| Ponce V       | Marially González Huertas        |         | PPD     | 2021    | 2029    |
| Ponce V       | Jamie Barlucea                   |         | PNP     | 2025    | 2029    |
| Guayama VI    | Rafael Santos Ortiz              |         | PNP     | 2025    | 2029    |
| Guayama VI    | Wilmer Reyes Berríos             |         | PNP     | 2025    | 2029    |
| Humacao VII   | Wanda M. Soto Tolentino          |         | PNP     | 2021    | 2029    |
| Humacao VII   | Luis Daniel Colón La Santa       |         | PNP     | 2025    | 2029    |
| Carolina VIII | Marissa Jiménez Santoni          |         | PNP     | 2021    | 2029    |
| Carolina VIII | Héctor Joaquín Sánchez Álvarez   |         | PNP     | 2025    | 2029    |
| Acumulación   | Thomas Rivera Schatz             |         | PNP     | 2009    | 2029    |
| Acumulación   | Ángel Toledo López               |         | PNP     | 2025    | 2029    |
| Acumulación   | Gregorio Matias Rosario          |         | PNP     | 2021    | 2029    |
| Acumulación   | Roxanna I. Soto Aguilú           |         | PNP     | 2025    | 2029    |
| Acumulación   | José Luis Dalmau Santiago        |         | PPD     | 2001    | 2029    |
| Acumulación   | Luis Javier Hernández Ortiz      |         | PPD     | 2025    | 2029    |
| Acumulación   | José A. Santiago Rivera          |         | PPD     | 2025    | 2029    |
| Acumulación   | Ada Álvarez Conde                |         | PPD     | 2025    | 2029    |
| Acumulación   | María de Lourdes Santiago Negrón |         | PIP     | 2021    | 2029    |
| Acumulación   | Adrián González Costa            |         | PIP     | 2025    | 2029    |
| Acumulación   | Joanne Rodríguez Veve            |         | PD      | 2021    | 2029    |
| Acumulación   | Eliezer Molina Pérez             |         | Ind.    | 2025    | 2029    |

### Cámara de Representantes[1]
| Distrito    | Senador                        | Partido | Partido | Mandato | Mandato |
| Distrito    | Senador                        | Partido | Partido | Inicio  | Fin     |
| ----------- | ------------------------------ | ------- | ------- | ------- | ------- |
| 1.º         | Eduardo Charbonier Chinea      |         | PNP     | 2017    | 2029    |
| 2.º         | Ricardo Rey Ocasio Ramos       |         | PNP     | 2025    | 2029    |
| 3.º         | José Hernández                 |         | PNP     | 2022    | 2029    |
| 4.º         | Víctor L. Parés Otero          |         | PNP     | 2017    | 2029    |
| 5.º         | Jorge Navarro Suárez           |         | PNP     | 2005    | 2029    |
| 6.º         | Angel Morey Noble              |         | PNP     | 2021    | 2029    |
| 7.º         | Luis Pérez Ortiz               |         | PNP     | 1998    | 2029    |
| 8.º         | Yashira Marie Lebrón Rodríguez |         | PNP     | 2014    | 2029    |
| 9.º         | Félix Pacheco                  |         | PNP     | 2025    | 2029    |
| 10.º        | Pedro J. Santiago Guzmán       |         | PNP     | 2025    | 2029    |
| 11.º        | Elinette González Aguayo       |         | PNP     | 2025    | 2029    |
| 12.º        | Edgardo Feliciano Sánchez      |         | PPD     | 2021    | 2029    |
| 13.º        | Jerry Nieves Rosario           |         | PNP     | 2025    | 2029    |
| 14.º        | Edgar Robles Rivera            |         | PNP     | 2025    | 2029    |
| 15.º        | Joel Franqui Atiles            |         | PNP     | 2017    | 2029    |
| 16.º        | Reinaldo Figueroa              |         | PPD     | 2025    | 2029    |
| 17.º        | Wilson Román                   |         | PNP     | 2018    | 2029    |
| 18.º        | Odalys González González       |         | PNP     | 2025    | 2029    |
| 19.º        | Lilibeth Rosas                 |         | PPD     | 2025    | 2029    |
| 20.º        | Emilio Carlo                   |         | PNP     | 2025    | 2029    |
| 21.º        | Omayra Martínez                |         | PNP     | 2025    | 2029    |
| 22.º        | Joe Colón                      |         | PNP     | 2025    | 2029    |
| 23.º        | Ensol Rodríguez Torres         |         | PNP     | 2025    | 2029    |
| 24.º        | Ángel Fourquet Cordero         |         | PPD     | 2021    | 2029    |
| 25.º        | Domingo Torres García          |         | PPD     | 2021    | 2029    |
| 26.º        | Luis Jiménez Torres            |         | PNP     | 2025    | 2029    |
| 27.º        | Estrella Martínez Soto         |         | PPD     | 2021    | 2029    |
| 28.º        | Axel Roque                     |         | PNP     | 2025    | 2029    |
| 29.º        | Gretchen Marie Hau Irizarry    |         | PPD     | 2023    | 2029    |
| 30.º        | Fernándo Sanabria              |         | PNP     | 2025    | 2029    |
| 31.º        | Vimarie Peña Dávila            |         | PNP     | 2025    | 2029    |
| 32.º        | José Manuel Varela Fernández   |         | PPD     | 1997    | 2029    |
| 33.º        | Ángel Peña Ramírez             |         | PNP     | 2009    | 2029    |
| 34.º        | Christian Muriel               |         | PNP     | 2025    | 2029    |
| 35.º        | Sol Yamiz Higgins Cuadrado     |         | PPD     | 2021    | 2029    |
| 36.º        | Carlos J. Méndez Núñez         |         | PNP     | 2005    | 2029    |
| 37.º        | Carmen Medina Calderón         |         | PNP     | 2025    | 2029    |
| 38.º        | Wanda Del Valle Correa         |         | PNP     | 2021    | 2029    |
| 39.º        | Roberto Rivera Ruiz de Porras  |         | PPD     | 2001    | 2029    |
| 40.º        | Sergio Estévez                 |         | PNP     | 2025    | 2029    |
| Acumulación | José Ernesto Torres Zamora     |         | PNP     | 2017    | 2029    |
| Acumulación | Tatiana Pérez Ramírez          |         | PNP     | 2025    | 2029    |
| Acumulación | José Pérez Cordero             |         | PNP     | 2021    | 2029    |
| Acumulación | María de Lourdes Ramos Rivera  |         | PNP     | 2005    | 2029    |
| Acumulación | Gabriel Rodríguez Aguiló       |         | PNP     | 2005    | 2029    |
| Acumulación | José Aponte Hernández          |         | PNP     | 2000    | 2029    |
| Acumulación | Héctor Ferrer Santiago         |         | PPD     | 2021    | 2029    |
| Acumulación | Swanny Enit Vargas Laureano    |         | PPD     | 2025    | 2029    |
| Acumulación | Ramón Torres Cruz              |         | PPD     | 2025    | 2029    |
| Acumulación | Denis Márquez Lebrón           |         | PIP     | 2017    | 2029    |
| Acumulación | Adriana Gutiérrez Colón        |         | PIP     | 2025    | 2029    |
| Acumulación | Nelie Lebrón Robles            |         | PIP     | 2025    | 2029    |
| Acumulación | Lisie Janet Burgos Muñiz       |         | PD      | 2021    | 2029    |